# مفاعل نووي عضوي

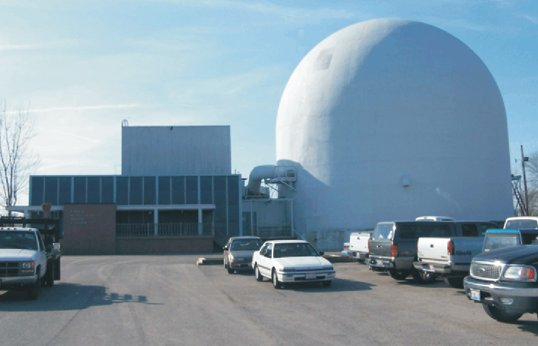
محطة توليد الطاقة النووية في ولاية أوهايو

مفاعل نووي عضوي هو نوع من المفاعلات النووية الذي يستخدم شكلاً من أشكال السوائل العضوية وعادة ما يكون عبارة عن مادة هيدروكربونية مثل ثنائي الفينيل متعدد الكلور للتبريد.

## نبذة
استخدام السائل العضوي كان له ميزة كبيرة على التصميمات التقليدية التي تستخدم الماء كمبرد حيث يميل الماء إلى تآكل وحل المعادن سواء الوقود النووي أو المفاعل ككل ولتجنب تآكل الوقود يتم تشكيله في كريات أسطوانية ثم يتم إدخاله في أنابيب الزركونيوم أو غيره من المواد الأخرى.
يجب بناء بقية المفاعل من مواد مقاومة للتآكل ومقاومة لتأثير التقصف النيوتروني وعلى النقيض من ذلك فإن العديد من السوائل العضوية الشائعة تكون أقل تآكلا للمعادن مما يسمح لتجميعات الوقود أن تكون أبسط من ذلك بكثير وأن يتم تصنيع أنابيب سائل التبريد من الفولاذ الكربوني العادي بدلاً من المعادن الأكثر تكلفة المقاومة للتآكل.
تتمتع بعض المواد العضوية أيضا بميزة أنها لا تتحول إلى غاز بنفس طريقة الماء مما قد يقلل أو يلغي الحاجة إلى بناء الاحتواء.

## المواد العضوية
يتم تعويض هذه الفوائد إلى حد ما من خلال حقيقة أن المواد العضوية لديها أيضا درجة حرارة محددة أقل بشكل عام من الماء وبالتالي تتطلب معدلات تدفق أعلى لتوفير نفس كمية التبريد.
تم العثور على مشكلة أكثر أهمية في الأجهزة التجريبية حيث تمتلك النيوترونات ذات الطاقة العالية المنبعثة كجزء من التفاعلات النووية طاقة أكبر بكثير من الروابط الكيميائية في المبرد وهي تفكك الهيدروكربونات عن بعضها وهذا يؤدي إلى إطلاق الهيدروجين ومختلف الهيدروكربونات قصيرة السلسلة.
يمكن أن تتحول بلمرة المنتجات الناتجة إلى حالة تشبه القطران الكثيفة بالإضافة على ذلك فإن العديد من المبردات المناسبة قابلة للاشتعال بشكل طبيعي وسامة في بعض الأحيان مما يزيد من مخاوف السلامة النووية. تم حظر استخدامات كثيرة من مركبات ثنائي الفينيل متعدد الكلور ابتداءً من السبعينيات حيث كانت سُميه للبيئة.

## التجارب
كانت تجربة المفاعل العضوي المعدل في مختبر إيداهو الوطني للهندسة ومحطة بيكوا لتوليد الطاقة النووية في أوهايو حيث استكشفت تجارب الولايات المتحدة استخدام المواد العضوية في كل من التبريد والاعتدال.
في نهاية المطاف لن يتم استخدام أي من هذه المولدات في المولدات التجارية وإنما تم استخدامها للمفاعلات التجريبية الصغيرة في الولايات المتحدة وفي معهد أبحاث المفاعلات الذرية في الاتحاد السوفياتي وجميعها كانت تجريبية.